# Duplo grau de jurisdição
Duplo grau de jurisdição é um princípio do direito processual que garante, a todos os cidadãos jurisdicionados, a reanálise de seu processo, administrativo ou judicial, geralmente por uma instância superior.
Também, é o princípio segundo o qual as decisões judiciais podem conter erros, e sua revisão por uma instância superior colegiada diminui as chances de erros judiciários, garantindo, aos cidadãos, uma Justiça mais próxima do ideal.

## No Brasil
Segundo parte da doutrina, estaria previsto na Constituição Federal do Brasil, em seu artigo 5º, inciso LV, como parte dos princípios do contraditório e da ampla defesa, embora nem todos os doutrinadores concordem com tal visão.
Em alguns casos, quando a competência originária já cabe à instância máxima, o duplo grau propriamente dito fica impossibilitado, mas ocorre ao menos o exame por um órgão colegiado (grupo de pessoas), como é o caso das decisões do Supremo Tribunal Federal. 
O direito ao recurso tem uma conotação política pois diz respeito ao controle que devem ter os atos estatais, gerando um comprometimento do julgador já que as suas decisões podem ser revistas.
Por força de tratado internacional do Pacto de São José da Costa Rica (Declaração Americana dos Direitos e Deveres do Homem), aprovado pelo Decreto Legislativo nº 27/92 e incorporado ao ordenamento jurídico brasileiro pelo Decreto nº 678 de 6 de novembro de 1992, o Brasil se submete a acatar a seguinte norma, que se insere em nosso ordenamento jurídico com status de norma constitucional:
"Art. 8º
h -  Direito de recorrer da sentença a juiz ou tribunal superior."